# Хоскинг, Джеффри
Дже́ффри А́лан Хо́скинг (англ. Geoffrey Alan Hosking (28 апреля 1942, Трун, Шотландия) — британский историк, специалист по русской истории, профессор Лондонского университета. Член Британской академии и Королевского исторического общества. Почётный доктор Института Российской истории РАН.

## Взгляды
- Хоскинг называет себя русским националистом и выступает за создание «русского национального государства»[1].
- В 2019 году подписал «Открытое письмо против политических репрессий в России»[2].

## Работы
- Russia: people and empire, 1552—1917 (англ.). — enlarged edition. — Harvard University Press, 1998. — 576 p. — ISBN 9780674781191.
- История Советского Союза. 1917—1991.
- Россия и русские. 2001 г.
- Правители и жертвы. Русские в Советском Союзе = Rulers and Victims: The Russians in the Soviet Union. — М.: Новое литературное обозрение, 2012. — 543 с. — ISBN 978-5-86793-978-6.
- Доверие : деньги, рынок и общество = Trust: Money, Markets and Society. — М.: Московская школа политических исследований, 2012. — 79 с. — (Своевременная мысль). — ISBN 978-5-91734-030-2.
- Доверие : история = Trust: A History. — М.: Политическая энциклопедия, 2016. — 294 с. — ISBN 978-5-8243-2032-9.